# ボイジャー計画 (火星)
ボイジャー計画（ボイジャーけいかく、Voyager program）は、かつてNASAが計画していた火星の無人探査計画である。アポロ計画の一環として、1966年 - 1968年にかけて計画され、1974年 - 1975年にかけて打上げられる予定であった。この探査計画は、1980年代に火星へ有人宇宙船を送るための準備として構想されていた。
当初は、改良したアポロ司令船をサターンIBとセントールによって打上げ、火星に直接着陸させることを想定していた。しかし、1965年のマリナー4号による探査で火星大気が希薄であることが判明したため、周回機と着陸機に分けるように変更された。同時に打上げる探査機が増えたため、ロケットはサターンVへ変更された。探査機はマリナー8号・9号として使用されたマリナー探査機を改造し、着陸機はサーベイヤー計画で使用した月探査機にエアロシェルやパラシュートと逆噴射ロケットを使用した着陸システムを搭載する予定であった。
1968年、アポロ応用計画（AAP）の全体予算削減に伴い、この計画のための予算も削減された。1971年、ボイジャー計画自体が中止となった。中止の主な理由は、2つの探査機を1つのロケットで打上げるのは、リスクが高く、費用も掛かるというものであった。この計画は、アメリカ議会によって中止された初の宇宙科学プロジェクトとなった。
議会にによる中止にもかかわらず、その後もNASAは火星探査計画と開発を続け、1975年にバイキング計画として実行された。この計画では、ボイジャー計画と同様にマリナー計画の探査機の設計が流用され、費用はボイジャー計画よりも抑えられたが、着陸船は微生物検出が可能な自走式のものとした。
「ボイジャー計画」という名称は、中止されたグランドツアー計画を引継いだマリナー11・12号（ボイジャー1号・2号）計画へ流用された。